# Kebun Balok
Kebun Balok is een bestuurslaag in het regentschap Langkat van de provincie Noord-Sumatra, Indonesië. Kebun Balok telt 3505 inwoners (volkstelling 2010).